# Delta Aurigae
Delta Aurigae  (δ Aur, δ Aurigae) este o stea din constelația Vizitiul. Are o magnitudine de 3,7  și se află la o depărtare de aproximativ 126 ani-lumină (39 pc) de Pământ. Este o stea binară. 